# قلعه دنکه
قلعهٔ دِنکه (انگلیسی: Qalat-i Dinka) یک محوطهٔ باستان‌شناسی در عراق است که در کرانهٔ رود زاب کوچک و در استان سلیمانیه در شمال شرق کشور واقع شده است. کاوش‌های باستان‌شناسی در این مکان از سال ۲۰۱۶ آغاز شد، زمانی که به‌طور تصادفی قطعه‌ای از یک لوح گِلی میخی کشف شد. نتایج این کاوش‌ها هر سال در قالب گزارش‌های مقدماتی و نشریات باستان‌شناسی منتشر می‌شود.
قلعه دنکه عمدتاً شامل بازمانده‌های یک شهر آشوری نو است که حدود ۶۰ هکتار را در بر می‌گیرد. نام کهن این شهر هنوز ناشناخته است. حفاری‌های غیرقانونی در دوران معاصر، لایه‌های باستان‌شناسی این محوطه را به‌شدت آسیب زده‌اند و همین امر مطالعهٔ ویرانه‌ها را دشوارتر کرده است. آثار قدیمی‌تری از دورهٔ مس‌سنگی نیز در بخش‌های گوناگون شهر یافت شده است، از جمله یک کوره که به‌طور کامل از زیر خاک بیرون آورده شده است.
با بهره‌گیری از بررسی‌های مغناطیس‌سنجی، ابعاد و ساختار این شهر به‌طور نسبی شناخته شده است. ویرانه‌ها بر فراز تپه‌ای گسترش یافته‌اند که باستان‌شناسان آن را «دژ» می‌نامند و بخش اصلی شهر نیز در شمال این دژ قرار دارد که به آن «شهر پایین‌دست» می‌گویند. در نقاط گوناگون شهر، حفاری‌هایی محدود انجام گرفته است. خانه‌های مسکونی از سنگ‌ریزه ساخته شده‌اند، اما تاکنون هیچ خانه‌ای به‌طور کامل کاوش نشده است. یک بنای خاص که احتمالاً متعلق به یکی از شهروندان ثروتمند بوده، دارای تالاری بزرگ با کف آجری است. در این مکان، سه دوره قابل تشخیص‌اند: نخست بقایای دیواری قدیمی در زیر خانه کشف شده که نشانگر ساخت‌وسازهای پیشین است؛ سپس دوره‌ای که خانه در آن ساخته شده؛ و در نهایت دوره‌ای که گورها روی این محل پراکنده شده‌اند. این گورها عمدتاً شامل هدایای تدفینی مانند جواهرات بوده‌اند، اما یک کاسهٔ مفرغی نسبتاً سالم نیز در میان آن‌ها یافت شده است.
در بخش اصلی شهر، بیشتر یافته‌ها سفال بوده‌اند. افزون بر آن، مُهرهای استوانه‌ای نیز به‌دست آمده‌اند که از نظر سبک‌شناسی به نیمهٔ نخست هزارهٔ یکم پیش از میلاد تعلق دارند. همچنین سرپیکان‌های آهنی فراوان و آثار تب‌آور (احتمالاً بقایای بیماری‌ها یا ابزار مرتبط با آن) کشف شده‌اند.
همچنین گورهایی از دورهٔ ساسانی در این محوطه شناسایی شده‌اند. این گورها معمولاً تنها شامل چند قطعه جواهرات به‌عنوان هدیه بوده‌اند که بیشتر آن‌ها از مهره‌های سنگی و شیشه‌ای تشکیل شده‌اند.

## نگارخانه

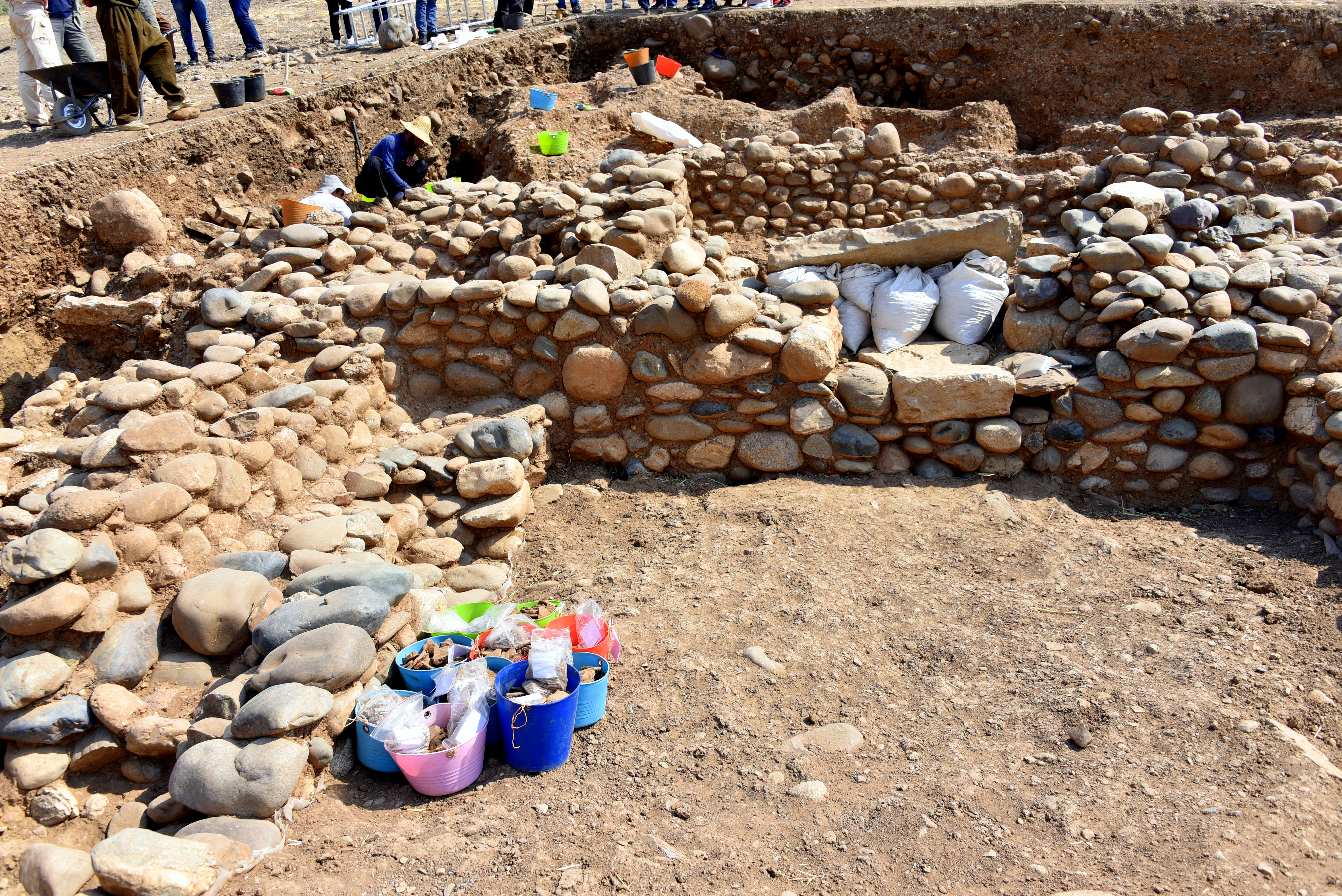
نمایی از اتاق شماره ۵۸. برخی از یافته‌های کاوش‌شده در سطل‌هایی قرار داده شده‌اند
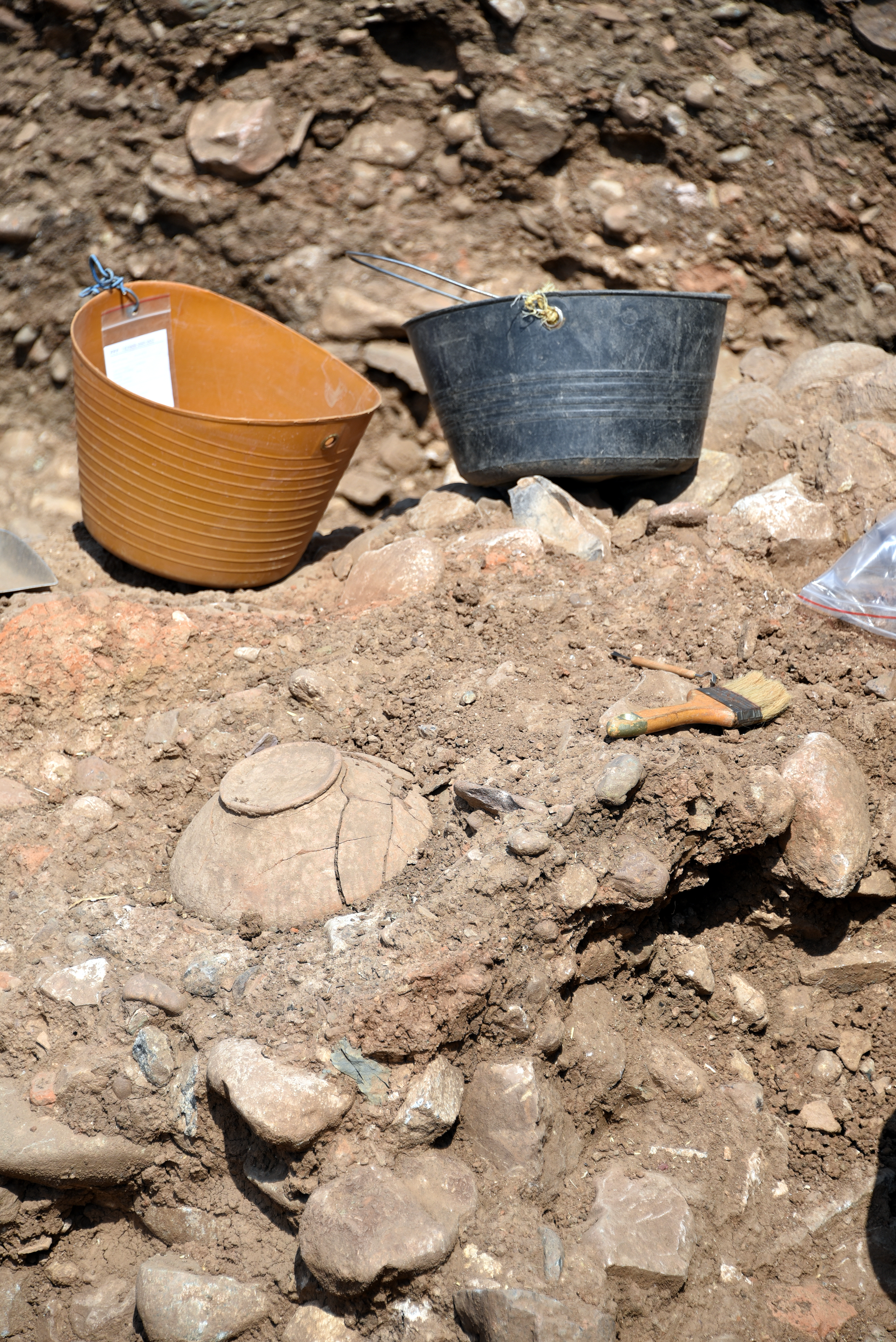
نمایش گور شماره ۱۰۹
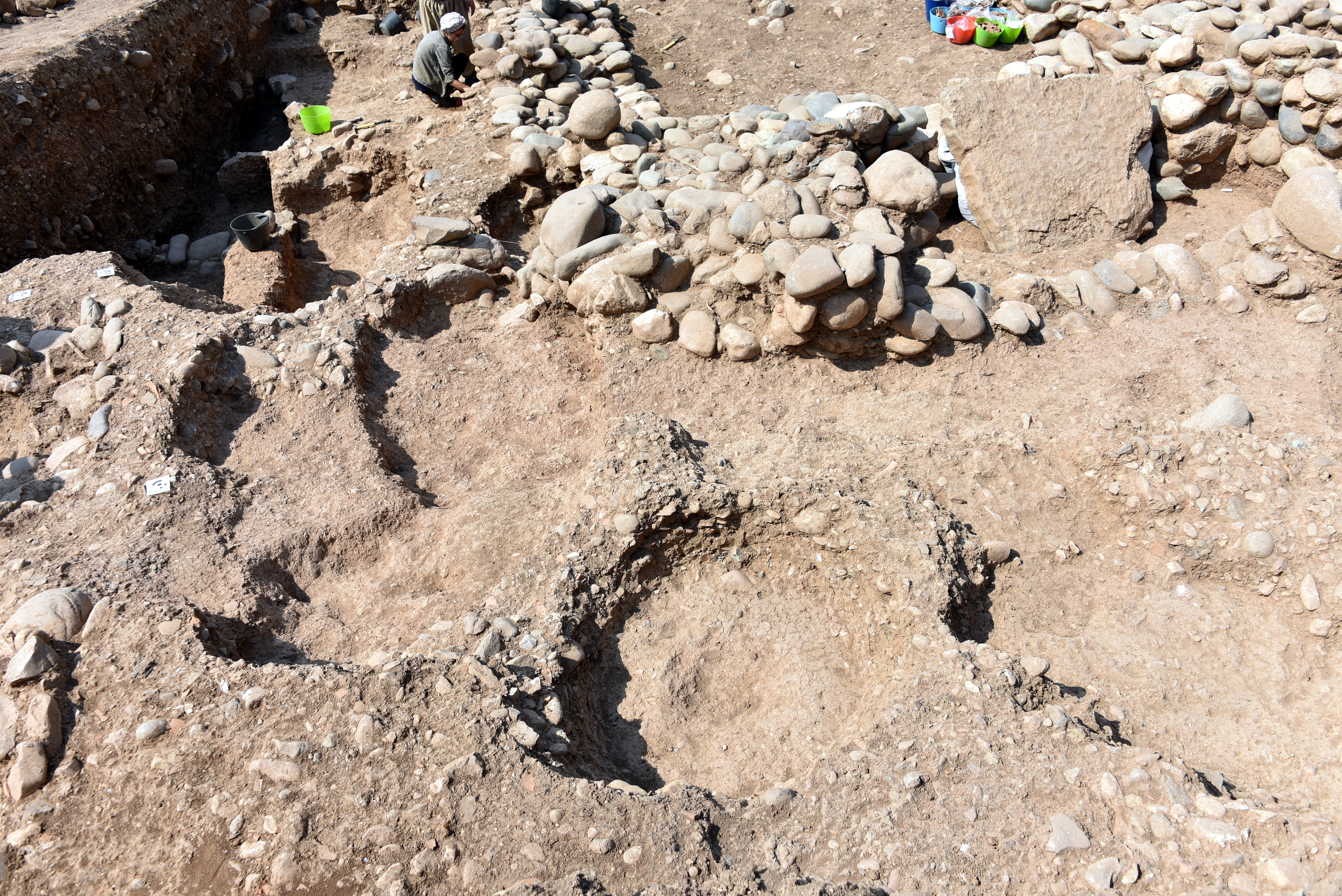
بخشی از سطح یکی از فضاهای بیرونی مجاور. این ناحیه با چاله‌هایی که حفاران غیرقانونی ایجاد کرده‌اند، سوراخ‌سوراخ شده است
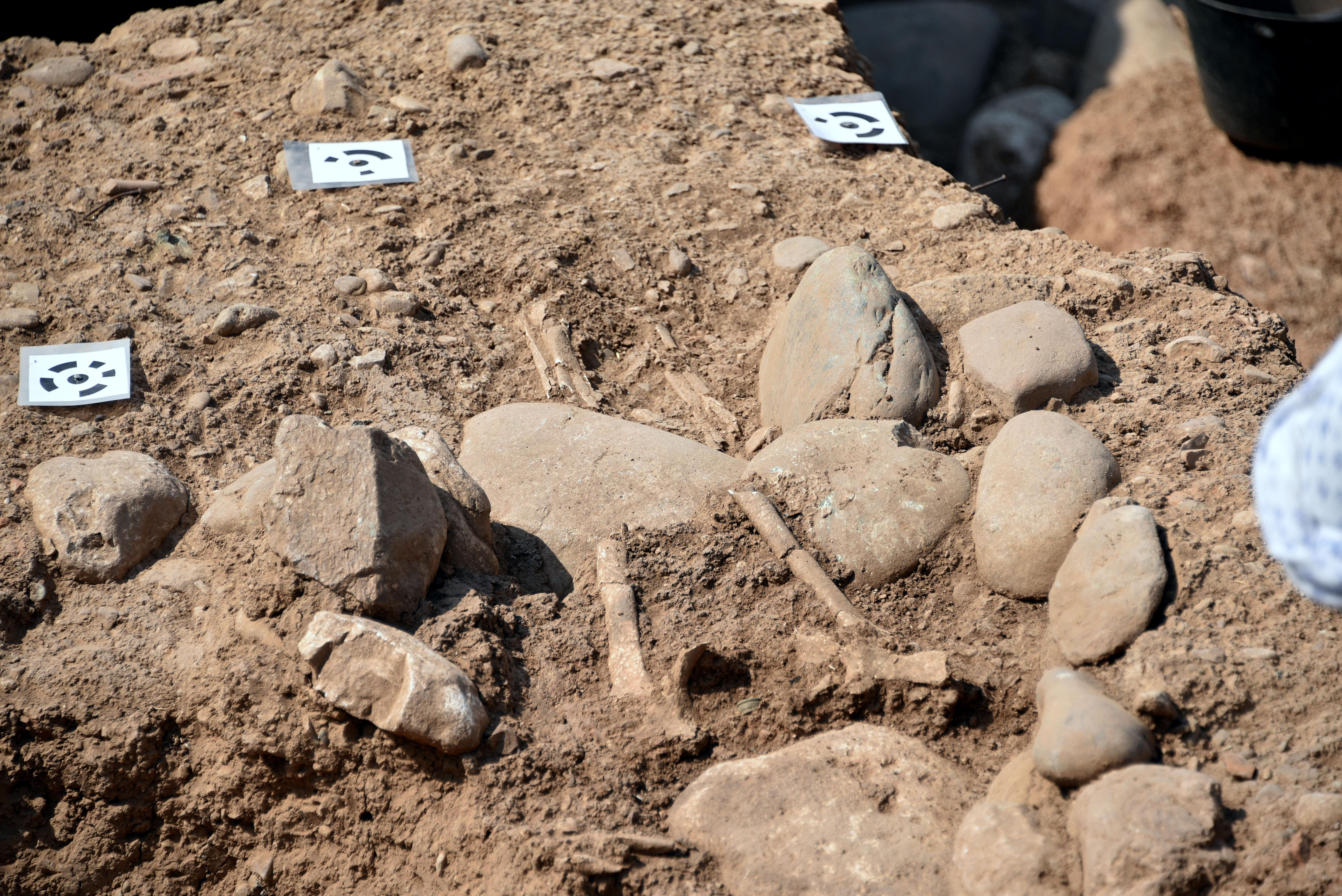
بخشی از یک اسکلت نمایان است. گور شماره ۱۰۳